# Fiere de bou
Fierea de bou este un extract din bila de bou folosit ca agent de înmuiere pentru culorile folosite în acuarelă și guașă, în tehnica gravurii și în medicină.